# 考布维克山
考布维克山（英語：Mount Caubvick），法语称迪贝维尔山（法語：Mont D'Iberville），是一座位于加拿大拉布拉多和魁北克交界处的山峰。它是加拿大大陆在落基山脉以东的最高点。陡峭的山脊、陡峭的盘旋和冰川是该山峰的突出特征。
1971年，魁北克政府将此山命名为现名。几年来，它在拉布拉多一侧一直没有命名，它被非正式地称为L1，L代表拉布拉多，1代表最高。1981年，在Peter Neary博士的建议下，拉布拉多政府以考布维克命名该山。
考布维克山是纽芬兰和拉布拉多省和魁北克省的最高点，尽管山顶本身位于纽芬兰和拉布拉多省。